# Paul De Roo
Paul De Roo (30 september 1959) is een Belgische voormalige atleet, die gespecialiseerd was in het speerwerpen. Hij veroverde één Belgische titel.

## Biografie
De Roo behaalde in 1982 de Belgische titel in het speerwerpen. Hij was aangesloten bij Antwerp AC, FC Luik en Vlierzele Sportief.

## Belgische kampioenschappen
| Onderdeel   | Jaar |
| ----------- | ---- |
| speerwerpen | 1982 |

## Persoonlijk record
| Onderdeel   | Prestatie | Datum | Plaats |
| ----------- | --------- | ----- | ------ |
| speerwerpen | 78,60 m   | 1984  |        |

## Palmares
speerwerpen
- 1982:  BK AC – 72,04 m